# 크롬캐스트
크롬캐스트(영어: Chromecast)는 구글에서 만든 멀티미디어 스트리밍 어댑터이다. 이 장치는 2 인치(5.1 cm) 동글이며 HDTV의 HDMI 포트에 꽂아 오디오나 비디오를 와이파이를 통해 수신해 TV에서 스트리밍 재생한다. 크롬캐스트는 HDMI 1.4+ 포트와 USB 포트, 전원 어댑터로부터 전원을 공급받으며 구글 크롬 OS의 심플 버전을 탑재하고 있다.
사용자는 PC나 모바일 장치에서 구글 크롬 인터넷 브라우저를 이용하거나, 모바일 장치에서 크롬캐스트를 지원하는 모바일 애플리케이션을 이용할 경우 그 콘텐츠들을 크롬캐스트가 장착된 TV로도 즐길 수 있게 된다. 크롬캐스트를 지원하게 될 앱은 유튜브, 넷플릭스, 구글 플레이 뮤직, 구글 플레이 무비&TV이다. 추후에 판도라 음악 서비스 등도 추가로 지원하게 될 예정이다.
크롬캐스트는 다수의 플랫폼과 운영 체제 상에서 동작한다. 자세하게는 안드로이드, iOS, 크롬 OS 등의 OS에서 동작하며, 그 밖에 윈도우나 macOS상에서는 구글 크롬을 통해 동작한다.
크롬캐스트는 2013년 7월 24일 발표되었다. 한 때 미국에서만 사용 가능했다. 대한민국에서는 2014년 5월 14일 SK네트웍스가 수입하여 출시되었다. 2015년, 크롬캐스트는 5분기 연속 1위를 이루는 등 성장세를 보이고 있다.

## 소프트웨어 개발 키트
구글은 "구글 캐스트 SDK(Software development kit: 소프트웨어 개발 키트)를 이용하면 크롬캐스트와 소프트웨어 개발자들의 애플리케이션이 서로 호환되도록 만들 수 있다고 밝혔다.

## 같이 보기
- 구글 넥서스 7 (2세대)
- 홈 시어터 PC
- 스마트 TV

## 인용 자료
1. ↑  Watson, Todd (2013년 7월 26일). “Introducing Google Chromecast”. 《Inside Investor》. 2013년 8월 10일에 원본 문서에서 보존된 문서. 2013년 7월 26일에 확인함.
2. ↑  Callaham, John (2016년 7월 29일). “Total Chromecast sales have now exceeded 30 million units”. 《Android Central》. Mobile Nations. 2016년 7월 29일에 확인함.
3. ↑  Jonnalagadda, Harish (2017년 10월 4일). “Google has sold 55 million Chromecasts around the world”. 《Android Central》. Mobile Nations. 2017년 10월 5일에 원본 문서에서 보존된 문서. 2017년 10월 4일에 확인함.
4. ↑  Evangelho, Jason (2013년 7월 24일). “Google's Chromecast A Brilliant Play For The Living Room -- Especially With $35 Price Tag”. 《Forbes》. 2013년 7월 24일에 확인함.
5. ↑  “보관된 사본”. 2013년 7월 27일에 원본 문서에서 보존된 문서. 2013년 7월 26일에 확인함.
6. ↑  권, 대경 (2015년 11월 30일). “미디어 스트리밍 기기 구글 ‘크롬캐스트’ 5분기 연속 1위”. 2015년 11월 30일에 확인함.